# Myrmecocystus testaceus
Myrmecocystus testaceus är en myrart som beskrevs av Carlo Emery 1893. Myrmecocystus testaceus ingår i släktet Myrmecocystus och familjen myror. Inga underarter finns listade i Catalogue of Life.

## Bildgalleri

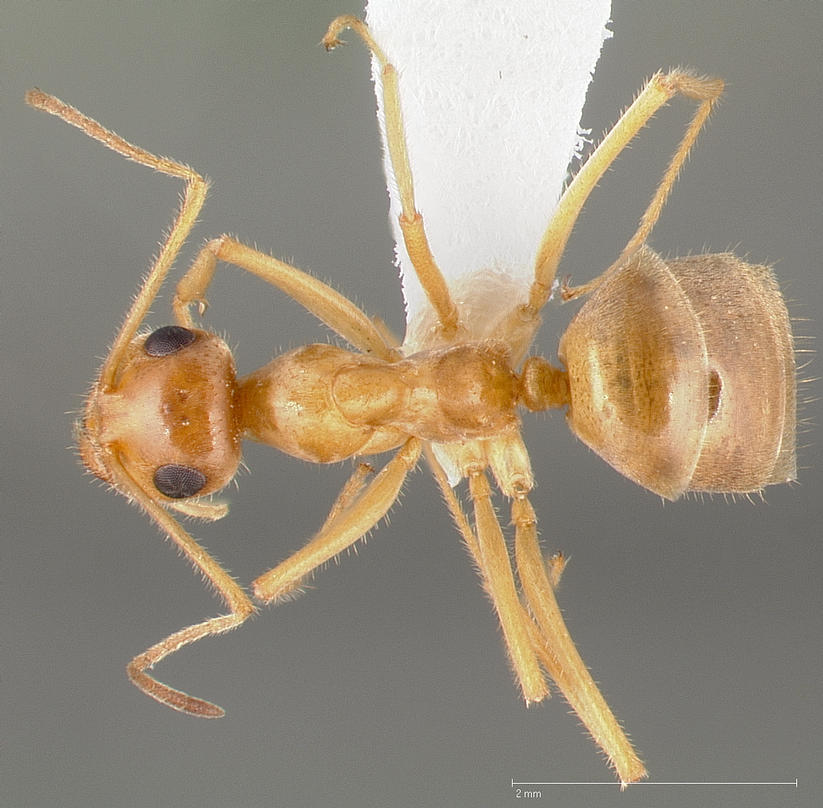
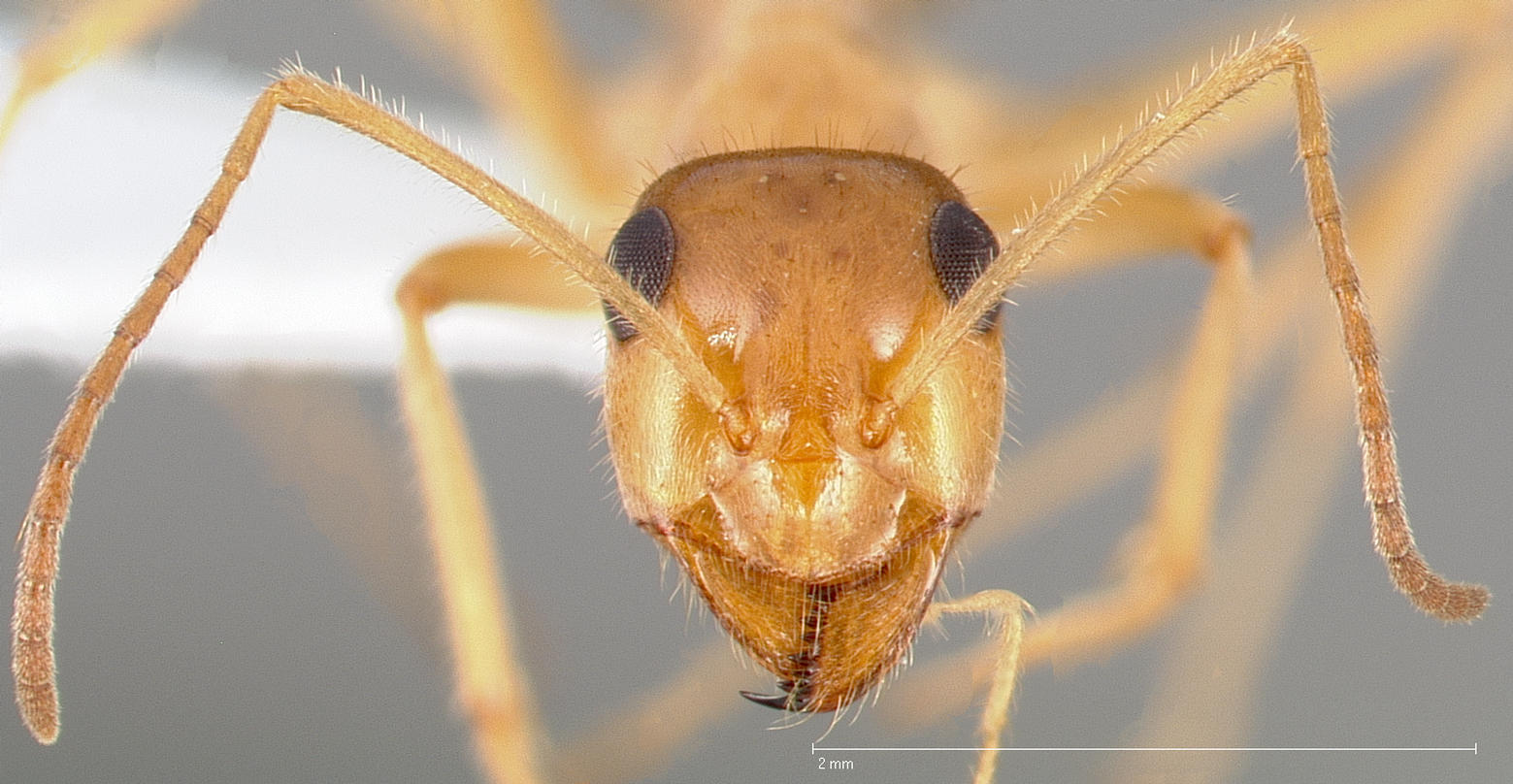
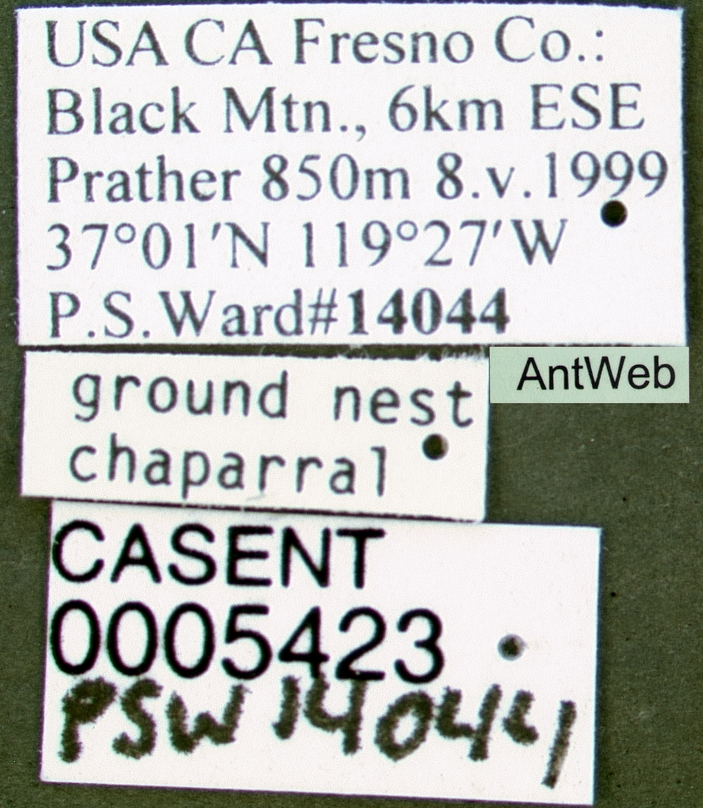
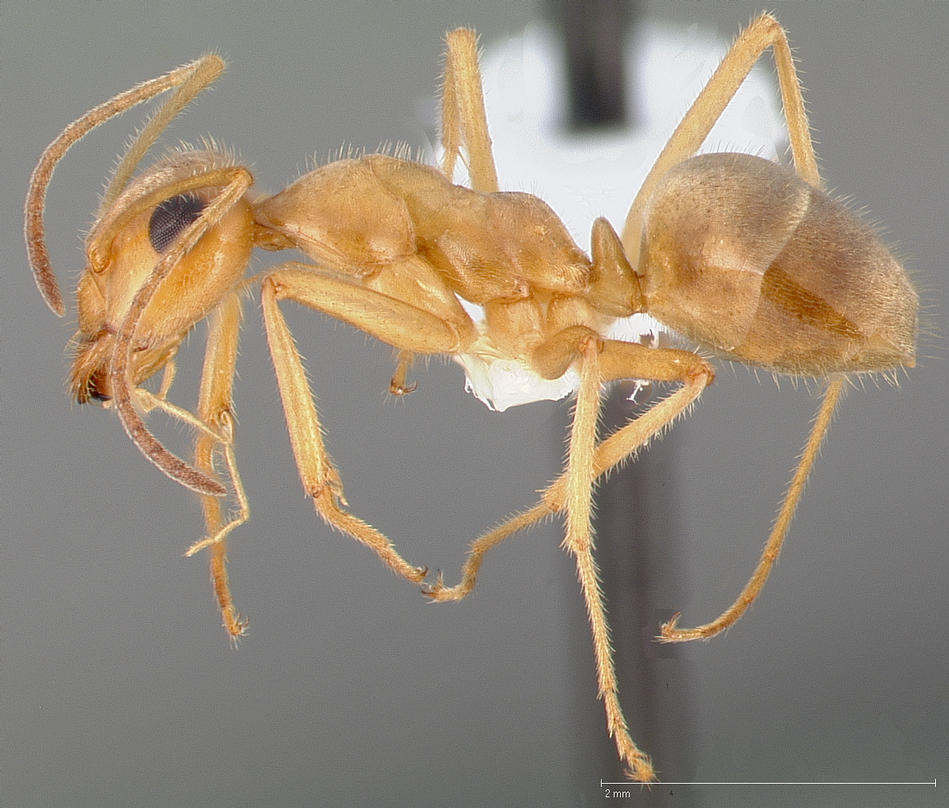